# Lametia
Lametia (DOP) è un olio d'oliva a denominazione di origine protetta, secondo la norma europea Reg. CE n. 2107/99 (GUCE L.258 del 05.10.1999). Solo l'olio d'oliva prodotto secondo le regole raccolte nel disciplinare di produzione può fregiarsi del marchio.
L'olio "Lametia" deve essere ottenuto con olive della varietà Carolea in misura non inferiore al 90%.

## Caratteristiche
Le caratteristiche dell'olio d'oliva extravergine Lametia: sapore e odore fruttato, colore dal verde al giallo paglierino, acidità massima totale espressa in acido oleico, in peso, non eccedente grammi 0,5 per 100 grammi di olio, polifenoli totali: >=170 ppm.

## Produzione
L'olio Lametia viene prodotto mediante la spremitura di olive sane, raccolte nei territori della piana di Lamezia. Per tale operazione sono ammessi dal decreto solamente processi fisici e meccanici che conservino il più possibile le caratteristiche originarie del frutto. I passaggi del sistema produttivo, seguenti alla raccolta (che deve avvenire in tempi brevi al giusto grado di maturazione), sono: selezione dei frutti sani, lavaggio, defoliazione, eliminazione dei corpi estranei, molitura, gramolazione e separazione.

## Conservazione
La conservazione del Lametia deve avvenire in luoghi freschi e asciutti, lontani da fonti di calore. Anche la temperatura deve essere controllata, rimanendo compresa fra i 14 e i 20 °C. In queste condizioni il prodotto può mantenere le sue qualità inalterate per oltre 18 mesi. Le basse temperature possono inoltre portare l'olio al congelamento: in tal caso è sufficiente riportare il recipiente in cui è conservato l'olio a temperatura ambiente.

## Utilizzo
L'olio d'oliva Lametia può venire utilizzato prevalentemente per accompagnare grigliate di pesce e carne o verdute bollite e insalate, oltre che piatti tradizionali della cucina calabrese e italiana in genere.